# Заречье (Пестовский район)
Заречье — деревня в Пестовском муниципальном районе Новгородской области. Входит в состав Богословского сельского поселения. Население по всероссийской переписи населения 2010 года — 7 человек (2 мужчин и 5 женщин).
Площадь территории деревни — 9,7 га.
Заречье расположено на правом берегу реки Кирва, в 3 км к юго-западу от посёлка при станции Абросово и южнее деревни Осипово, расположенной на противоположном берегу Кирвы.

## История

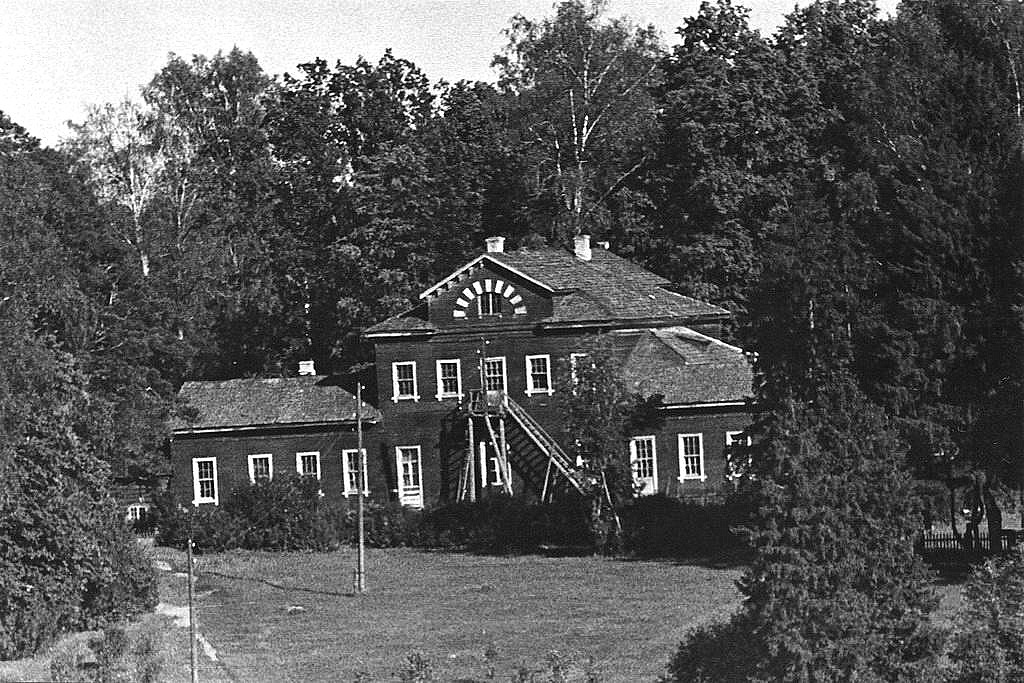
Усадебный дом Караулова-Томилина (не сохранился)

В списке населённых мест Устюженского уезда Новгородской губернии за 1909 год деревня Заречье указана как относящаяся к Кирво-Климовской волости (2-го стана, 2-го земельного участка). Население деревни Заречье, что была тогда на земле Осиповского сельского общества — 52 жителя: мужчин — 30, женщин — 22, число жилых строений — 15. В деревне был хлебозапасный магазин и мелочная лавка. Затем с 10 июня 1918 года до 31 июля 1927 года в составе Устюженского уезда Череповецкой губернии, затем в составе Осиповского сельсовета Пестовского района Череповецкого округа Ленинградской области с центром в деревне Осипово. По постановлению ЦИК и СНК СССР от 23 июля 1930 года Череповецкий округ был упразднён, а район перешёл в прямое подчинение Леноблисполкому. По Указу Президиума Верховного Совета СССР от 5 июля 1944 года Пестовский район был передан из Ленинградской области во вновь образованную Новгородскую область. Решением Новгородского облисполкома от 9 марта 1971 года № 108 центр Осиповского сельсовета был перенесён из деревни Осипово в посёлок при станции Абросово и деревня стала относится к Абросовскому сельсовету.
С принятием закона от 6 июля 1991 года «О местном самоуправлении в РСФСР» была образована Администрация Абросовского сельсовета (Абросовская сельская администрация), затем Указом Президента РФ № 1617 от 9 октября 1993 года «О реформе представительных органов власти и органов местного самоуправления в Российской Федерации» деятельность Абросовского сельского Совета была досрочно прекращена, а его полномочия переданы Администрации Абросовского сельсовета. По результатам муниципальной реформы, с 2005 года деревня входит в состав муниципального образования — Богословское сельское поселение Пестовского муниципального района (местное самоуправление), по административно-территориальному устройству подчинена администрации Богословского сельского поселения Пестовского района. Богословское сельское поселение с административным центром в деревне Богослово было создано путём объединения территории трёх сельских администраций: Богословской, Абросовской, Брякуновской. В 2012 году Новгородская областная дума (постановлением № 50-5 ОД от 25.01.2012) постановила уведомить Правительство Российской Федерации об упразднении в числе прочих Абросовского сельсовета Пестовского района.